# Министерство иностранных дел Республики Абхазия
Министерство иностранных дел Республики Абхазия (абх. Аҧсны адәныҟатәи аусқәа рминистрра) — орган государственного управления в частично признанной Республике Абхазия, осуществляющий обеспечение безопасности и экономическое развитие страны, достижение международного признания Республики Абхазия, привлечение международных инвестиций и новых технологий, защиту прав граждан Республики Абхазия за рубежом.
С 18 апреля 2025 года министерство возглавляет министр иностранных дел Олег Барциц.

## История
Министерство было учреждено 17 мая 1993 года в разгар грузино-абхазской войны. В условиях изоляции, экономического эмбарго и постоянной угрозы новой войны со стороны Грузии, МИД Республики Абхазия осуществлял внешнеполитическую деятельность, благодаря самоотверженной работе абхазских дипломатов.
Значительное влияние на формирование абхазской дипломатии оказало постоянное сотрудничество с представителями старейших и наиболее влиятельных дипломатических школ — России, США, Великобритании, Франции, Германии, постоянное взаимодействие с международными организациями — ООН, ОБСЕ, ЕС и другими участниками процесса урегулирования грузино-абхазского конфликта.

## Структура министерства
- Отдел Российской Федерации, стран СНГ, НКР, ПМР, РЮО и Грузии
- Информационный отдел
- Отдел Турции и Ближнего Востока
- Отдел Латинской Америки, Азии, Африки и АТР
- Отдел Европы, США и Канады
- Международно-правовой отдел
- Отдел государственного протокола
- Консульская служба
- Отдел переводов
- Канцелярия

## Министры иностранных дел Абхазии
| №  | ФИО                              | Дата назначения  | Дата освобождения | Примечания              |
| -- | -------------------------------- | ---------------- | ----------------- | ----------------------- |
| 1  | Таркил, Саид Родионович          | 17 мая 1993      | 23 сентября 1993  | исполняющий обязанности |
| 2  | Джинджолия, Сократ Рачевич       | 23 сентября 1993 | 1994              |                         |
| 3  | Лакербая, Леонид Иванович        | 1995             | август 1996       |                         |
| 4  | Озган, Константин Константинович | август 1996      | апрель 1997       |                         |
| 5  | Шамба, Сергей Миронович          | апрель 1997      | июнь 2004         |                         |
| 6  | Отырба, Георгий Анатольевич      | июнь 2004        | июль 2004         | исполняющий обязанности |
| 7  | Ахба, Игорь Муратович            | июль 2004        | декабрь 2004      |                         |
| 8  | Шамба, Сергей Миронович          | декабрь 2004     | февраль 2010      |                         |
| 9  | Гвинджия, Максим Харитонович     | 26 февраля 2010  | 11 октября 2011   |                         |
| 10 | Чирикба, Вячеслав Андреевич      | 11 октября 2011  | 4 октября 2016    |                         |
| 11 | Кове, Даур Вадимович             | 4 октября 2016   | 18 ноября 2021    |                         |
| 12 | Ардзинба, Инал Батувич           | 18 ноября 2021   | 7 мая 2024        |                         |
| 13 | Тужба, Ираклий Вахтангович       | 7 мая 2024       | 28 мая 2024       | исполняющий обязанности |
| 14 | Бигвава, Одиссей Михайлович      | 28 мая 2024      | 6 августа 2024    | исполняющий обязанности |
| 15 | Шамба, Сергей Миронович          | 6 августа 2024   | 18 апреля 2025    |                         |
| 16 | Барциц, Олег Мсасович            | 18 апреля 2025   |                   |                         |